# Mutesellim
Mütesellim o mutesellim (en turco otomano: متسلم‎) era un título gubernativo del Imperio otomano utilizado para describir principalmente al jefe de una nahiya, pero también otros cargos dentro de la jerarquía otomana, dependiendo del contexto. En la mayoría de los casos, este título se utilizaba para designar a los gobernadores civiles de las ciudades, que gestionaban la recaudación de impuestos y mantenían el orden público. Con el fin de reducir los conflictos entre los mütesellim, en algunos casos un mütesellim era nombrado por el sanjak-bey vicegobernador a cargo de todo el sanjacado.
El Imperio otomano abolió el cargo de mütesellim en 1842. En el período comprendido entre 1842 y 1864, los gobernadores militares locales, asistidos por la administración local, estaban a cargo de la recaudación de impuestos y el control de la población en lugar de los mütesellims.  Después de 1864 y la creación del sistema de vilayet, el cargo de mütesellim fue sustituido por el nuevo cargo de mutasarrıf.